# Népszava
A Népszava nagy múltú magyar baloldali politikai napilap. Elődlapja, a Munkás Heti-Krónika 1873-ban, a Népszava 1877-ben indult. Eredetileg a Magyarországi Szociáldemokrata Párt (MSZDP) lapja volt, majd 1948-tól 1989-ig a SZOT központi orgánuma. A rendszerváltáskor privatizálták.

## Története

### Alapítása

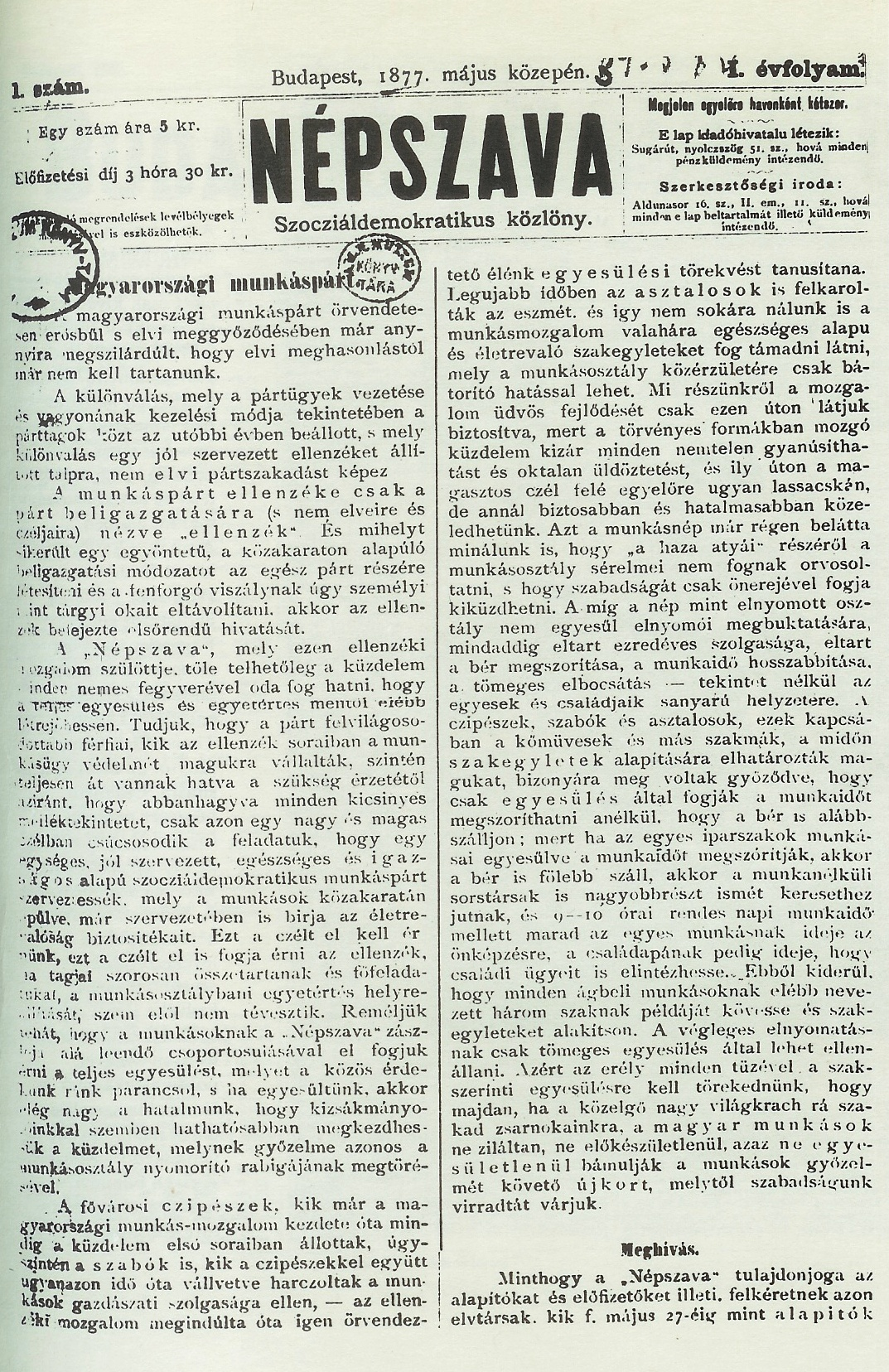
A Népszava első száma (1877. május közepe)

Elődlapja, a Munkás Heti-Krónika első száma 1873. január 5-én jelent meg (a Népszava évfolyamszámozásában is ezt tekinti alapításának). A Népszava (német nyelvű kiadásban: Volksstimme) első változata 1877 májusában indult Budapesten Külföldi Viktor szerkesztésében. A lap sokáig csak hetente egyszer, majd háromszor jelent meg. Eközben változatlanul kiadták az 1873-ban megindított Munkás Heti-Krónikát (német kiadásban: Arbeiter Wochen-Chronik), amit a Népszava közvetlen elődjének tekinthetünk. 1880-ban – a két pártfrakció egyesülése után – a Magyarországi Szociáldemokrata Párt magyar nyelvű lapja a Népszava (német kiadása az Arbeiter Wochen-Chronik) lett. A Népszavának ez a második változata 1880. február 1-jétől jelent meg Csorba Géza szerkesztésében, mint „a magyarországi szociáldemokraták központi közlönye”. (Csorba Géza szerkesztette a Népszavát 1879. október 12-től 1881. március 6-ig).

### Napilap
1905. április 1-jén került utcára a véglegesen napilappá alakított Népszava első száma a drámaírással is foglalkozó politikus-főszerkesztő Garami Ernő (1898-1918. november) „Előre” c. vezércikkével. A nyomdavásárláshoz szükséges anyagi feltételeket előfizetők toborzásával akarták biztosítani, de csupán nyolcezren tudták kifizetni a szükséges havi két koronát. A nyomda színvonalára jellemző volt a Népszavában 1945 előtt gyakran olvasható felhívás: aki sajtóhibát talál az adott példányban, annak a kiadóhivatal visszatéríti a lap árát. Az 1904. évi pártgyűlés nyolcoldalas napilap megjelentetéséről hozott határozatot, az események és a munkásolvasók igényei azonban lehetővé tették, hogy tíz-húsz oldalon jelenjen meg az újság. Az első rotációs gép mellé hamarosan másodikat hozattak. Szűk lett a Rákóczi út és a Nyár utca sarkán lévő nyomdahelyiség, így az 1909-ben elkészült Conti utcai (ma Tolnai Lajos utca) új pártházba költözött a szerkesztőség és a nyomda is. A lap 1910-re meghaladta a harmincezres példányszámot, de a hirdetések szerepe messze elmaradt a többi újságétól.

### Az első világháború alatt

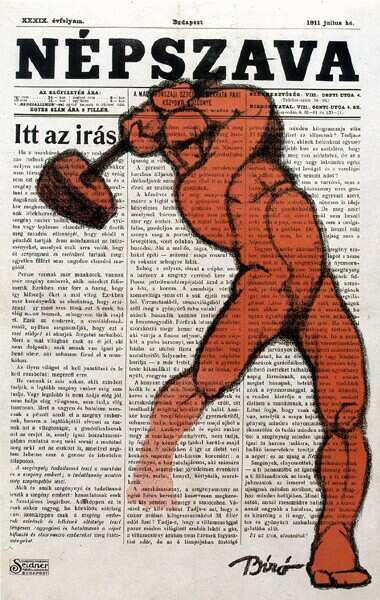
Bíró Mihály híres 1911-es Népszava-plakátja, a „Kalapácsos munkás”

„Nem lesz addig nyugalom Magyarországon, amíg az általános, egyenlő, titkos választójogot törvénybe nem iktatják!” – hirdette ezekben az időkben az újság. 1912 tavaszának feszültséggel teli napjaiban a Népszava is forradalmi hangon írt. Ady Endre A Május: szabad c. lázító verse 1914. május 1-jén jelent meg Bíró Mihály rajzával.

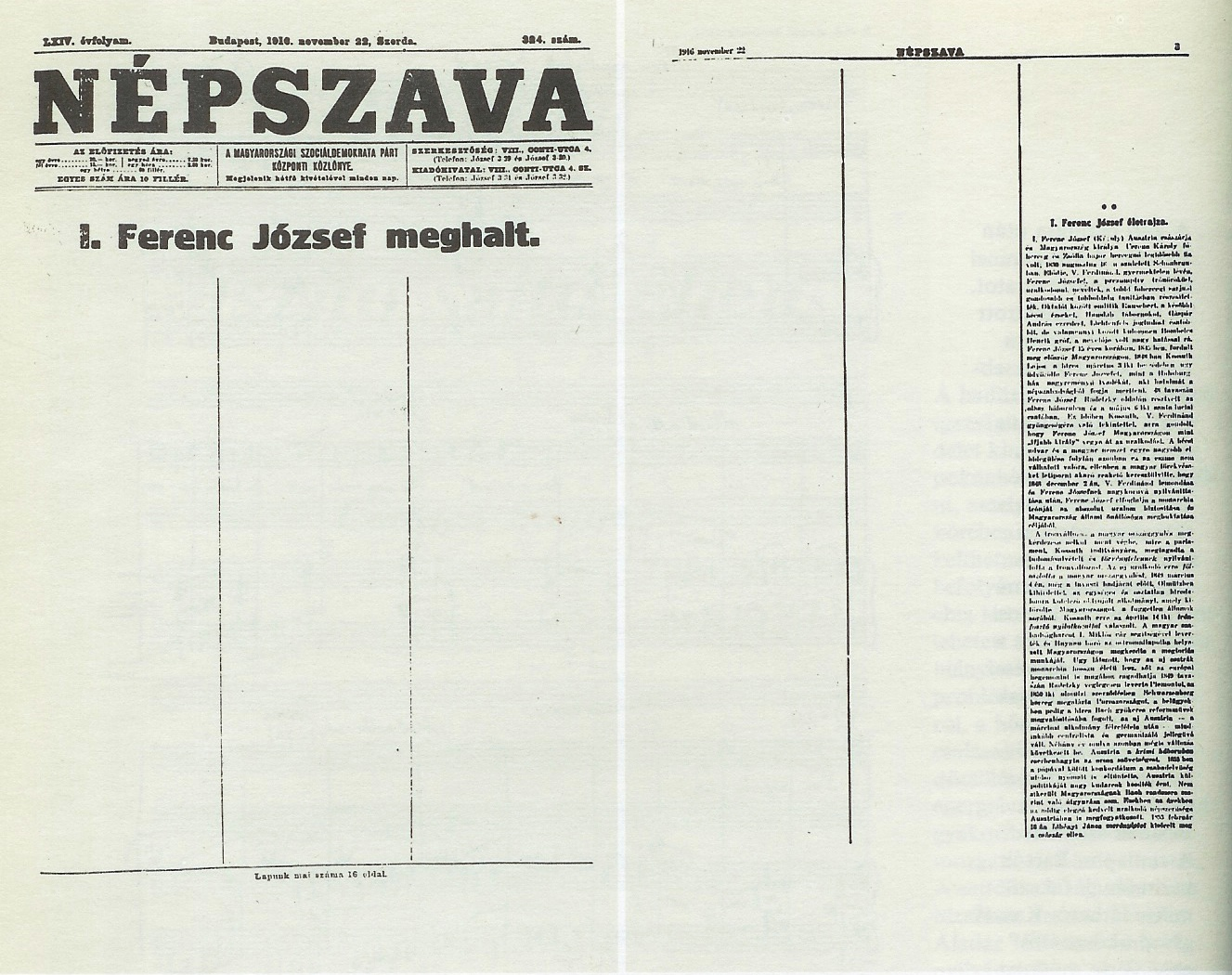
A Népszava címlapja és harmadik oldala 1916. november 22-én

1914. július 26-án egész oldalas szalagcím hirdette: „Nem akarunk háborút!”. De ősszel a háborúellenes baloldali sajtó hangja megváltozott: a lényeget tekintve elfogadta a kormány érveit a hadviselés elkerülhetetlenségéről és az ellenség kizárólagos felelősségéről. 1914–15-ben – a papírhiány ellenére – esti kiadás megjelenésére is lehetőséget kapott a lap. A két fillérért árusított „kis Népszava” a hurráhangulat hónapjaiban helytállásra sarkallta a munkásságot. 1916–17-ben a kormány már sűrűn élt a törvényi felhatalmazással, mely lehetőséget adott „az időszaki lapok és más sajtótermékek előzetes beszolgáltatására, megjelenésének és terjesztésének megtiltására, külföldi időszaki lapok terjesztésére és lefoglalására.” Az ideiglenesen betiltott újság helyett hetente más címmel adták ki a párt hivatalos lapját. (Az ekkor alkalmazott címek között kettő később is használatos lett: a Népakarat címet 1956 októbere után használta rövid ideig a Népszava, a Népszabadság címet pedig a Szabad Nép utódlapja őrzi.) I. Ferenc József halálát hírül adó számból a címsoron kívül mindent törölt a cenzúra. A harmadik oldalon sem maradt más, mint az elhunyt király életrajza. A lap vezető publicistája 1907-től kezdve a műfordítóként is tevékeny (később 1918–19-es munkaügyi és népjóléti, majd közoktatásügyi miniszter) Kunfi Zsigmond volt. Cikke – amely a király csaknem hét évtizedes uralkodásának értékelését és a háború következményeinek kritikáját tartalmazta – nem jelenhetett meg.
Az 1917. februári pétervári eseményeket a békeváró polgári sajtó is üdvözölte. A Szociáldemokrata Párt százezres városligeti béketüntetésének határozata leszögezte: „Mi mindannyian, akik itt összegyűltünk, s az egész dolgozó Magyarország el vagyunk határozva arra, hogy az orosz forradalmárokat a béke megszerzésére irányuló hősi harcukban támogatni fogjuk…”

### Tanácsköztársaság, Horthy-rendszer
A Népszava a Magyarországi Tanácsköztársaság kikiáltásától kezdve a Magyarországi Szocialista Párt reggeli lapjaként jelent meg. Egymás után közölte a kommunista vezetők cikkeit, több évtizedes ellenzéki hagyománnyal a háta mögött kormánypárti orgánummá lett. Leleplező cikkeket közölt a fehérterror kegyetlenkedéseiről, ezért 1919. december 7-én szétverték a lap szerkesztőségét és nyomdáját. 1920-ban Somogyi Béla főszerkesztőt és Bacsó Bélát a hírhedt Ostenburg-különítmény meggyilkolta, Horthy gyanús szerepét megvilágító Beniczky Ödön volt belügyminisztert pedig perbe fogták. Somogyit Vanczák János (1920–26) követte a posztján. 1921. április 29. és május 5. között betiltották a Népszava megjelenését, november 30-án a belügyminiszter megvonta a laptól a kolportázs-jogot (az utcai árusítás jogát), valamint sajtópereket indítottak a lap ellen izgatás és kormányzósértés vádjával. A két világháború közötti két évtizedben nehéz korszakokat élt át az újság. 1927-ben 320 sajtóper indult ellene, 1932-ben pedig a belügyminiszter betiltotta.

### A II. világháború alatt
Weltner Jakab (1924-től), Mónus Illés (1934-39) és Szakasits Árpád (1939-44) vezetésével a lap megalkuvások közepette harcolt a munkások érdekeiért, élet- és munkaviszonyaik javításáért. Ismeretterjesztő, ízlés-, jellem- és tudatformáló tevékenysége gyakran az ellenforradalmi hatalom tilalmaiba ütközött. A népszavások törzshelyén, a Népszínház utca és a Körút sarkán lévő Simplon kávéházban rendszeresen megfordultak a szellemi élet kiválóságai. Faludy György költő 1946 és 1950 között a Népszava irodalmi szerkesztője volt, 1934-ben Óda a magyar nyelvhez c. versét publikálta először az újságba. Az 1941. karácsonyi szám – a lap szerkesztőségében dolgozó Kállai Gyula szavaival élve – a magyar nemzeti függetlenségi mozgalom fejlődésének határköve volt. Az újság a nemzeti demokratikus erők együttműködésének, a nemzeti függetlenség és a népszabadság gondolatának szentelte hasábjait, melyeken a kommunistákon kívül megszólaltak a különböző antifasiszta irányzatok képviselői, köztük Bajcsy-Zsilinszky Endre, Szakasits Árpád, Móricz Zsigmond, Szekfű Gyula, Darvas József, szociáldemokrata és kisgazdapárti vezetők, valamint haladó polgári írók és újságírók. Az 1919. nyári alapelvekhez hasonlóan magánszemély nem, csak párt, minisztérium vagy különféle szervezetek kaptak lapalapítási engedélyt és papírkiutalást. 1944. március 19-én jelent meg utoljára a Népszava, és csak 1945. február 18-án indult újra a Szociáldemokrata Párt központi lapjaként Szakasits vezetésével, akit Horváth Zoltán követett 1949-ig.

### 1948–1989
Az 1948 és 1989 közötti állami sajtó története meglehetősen bonyolult, mert sajtószabadság híján nehéz megítélni a szerkesztők, hírlapírók, külsős szerzők teljesítményét. Az államosításokat követően 1948-tól a Népszava a szakszervezetek lapja lett. A hierarchia csúcsán a pártlap állt (Pravda- Szabad Nép), aztán a szakszervezetek lapja (Trud-Népszava), végül az értelmiség lapja (Izvesztyija- Magyar Nemzet). A Rákosi-korszak- és a Kádár-korszak lehetetlenné tette az önálló lapkészítést, a politikai véleményalkotást. A lapok példányszáma nem a szerkesztőség teljesítményétől függött, hanem a legfelsőbb politikai vezetés döntésétől, amit indokolni sem kellett, mert a rotációspapír kiutalása központilag történt.
1956-ban a Szociáldemokrata Párt visszavette a szakszervezeti lapként működő Népszavát, melyet ismét Horváth szerkesztett novemberi lemondásáig. 1957-64-ig Kéthly Anna szerkesztette az újságot Londonban. Az addig népszavás újságírók Népakarat címen folytatták munkájukat a Szabad Szakszervezetek Országos Szövetségének égisze alatt. A Népakarat forradalomra emlékeztető nevét 1958 februárjában változtatták vissza Népszavára, egyben visszautalták a szakszervezet lapjának.
A nyolcvanas évek elején az országos napilapoknál főszerkesztő cseréket hajtottak végre. Siklós János helyett Gedeon Pál került a főszerkesztői székbe, majd Dr. Fodor László, Pálfy G. István voltak a lap főszerkesztői.

### 1989–2007

A Népszava fejléce 2010. augusztus 10-ig

A rendszerváltás után zavaros körülmények között privatizálták a Népszavát, a szerkesztőség dr. Deák Andrást választotta a lap főszerkesztőjévé. 1994-ben megvette a Vico vállalatcsoport feje, Fenyő János, aki jelentősen átalakította a lapot. Miután 1998-ban meggyilkolták, özvegye eladta a lapot. Különféle tulajdonosok és ideológiai helykeresés után 2005-től Kapolyi László anyagi támogatásával a Magyar Szocialista Párt közelébe került, és azóta „szociáldemokrata napilap” alcímmel jelenik meg.

### 2007-től
2010-ben a lap külleme megújult, a brit Guardianére emlékeztető modernebb főcímet, új tipográfiát és új belső struktúrát kapott. 2012. március elején a szerkesztőség átköltözött a VIII. kerületi, Könyves Kálmán körúti irodaházból Zuglóba. 2012 júniusában a kiadó megvásárolta a Stop.hu portált fenntartó céget. Augusztusban a lap szakszervezete nyílt levélben kérte a kiadót, hogy adja át a kiadói jogát a szerkesztőségnek. A lap példányszáma 2017 végén  20 122 volt naponta (2017 4. negyedév.)

### A Vasárnapi Hírek beolvadása 2018-ban
A Népszava részéről tájékoztatták a sajtót 2018. november 29-én, hogy  a napilap integrálni fogja saját kiadója másik lapját, a Vasárnapi Híreket. Puch László, a XXI. század Média Kft. anyavállalatának meghatározó tulajdonosa elmondta a hvg.hu-nak, hogy a tervek szerint a Népszava hírközpontúságát ötvözik a Vasárnapi Hírek elemzőbb és szórakoztatóbb stílusával, így  egy tartalmasabb szombati újság, valamint egy  hétközi kulturális melléklet jön létre.

### 2019-es változás
2019. áprilisában Leisztinger Tamás cége, a  Proton Trade Zrt. megvette a Népszavát.

## Jelenlegi működése

### Szerkesztőség
A szerkesztőség körülbelül 65 munkatársat foglalkoztat, 5 fotóriporterrel és egy brüsszeli tudósítóval.

### Publicisztika
Annak ellenére, hogy a lap politikai identitása egyértelmű, minden véleményt közöl, amennyiben az megfelel a szakmai követelményeknek, és nem ütközik az alkotmányba.
Nem akar politikát csinálni, de a publicisztikai oldalon ismerteti álláspontját olvasóival, így igazítva őket el a világ történéseiben, felkészítve az argumentumokban való részvételre, illetve támpontot nyújtva a saját vélemény alkotásában.

### Hír
A publicisztikával szemben a hírszerkesztésben nem játszik, nem is játszhat szerepet az ideológia, hiszen „a hír szent, a vélemény szabad”. A hírek túlnyomó többségét az MTI-től, külföldi hírügynökségektől és online hírforrásoktól gyűjtik, illetve kisszámú saját hírt is megjelentet az újság. Mivel képtelenség felvenni a versenyt a számos hírújsággal, online kiadással, így a lap a hír hátterének bemutatására koncentrál.
Az egyik erőssége a Népszavának, hogy a hír kiválasztása után az újságírók körbejárják azt, megvilágítják, hogy miből, miért keletkezik, és hogy mi lesz az utóélete. Másik újításként a 2003-ban történt strukturális váltás említhető, amelynek hatására a szöveg, a kép és az infografika aránya elmozdult a szöveg hátrányára. Erre azért volt szükség, mert a hírfogyasztás felgyorsulásával és az olvasói szokások megváltozásával az emberek a lehető leggyorsabb információ átadásra tartanak igényt. Ennek nem felelt meg a régi típusú magyar újságírás, vagyis a lényegtelentől a lényeges felé haladás, a fordított angolszász gyakorlat viszont igen. Ezért a Népszavában a rövid, könnyen érthető szövegek mellett sok képpel és infografikával is segítik a gyors értelmezést. Habár külföldi példaképe nincs a lapnak, az infotainmentre való áttérést mondhatni a USA Today ihlette.

### Népszava Online
A Népszava körülbelül 2000 óta van jelen internetes formában is. Ma már naponta körülbelül 50 ezren olvassák. Ezen a felületen képesek a leggyorsabban megszólítani a fiatalabb illetve külföldön tartózkodó olvasóközönséget, és itt nyílik lehetőség a nyomtatásban megjelenő írások nagyobb terjedelemben való közlésére is.
A nepszava.hu mobilon is elérhető, a látogatók csaknem 15 százaléka ilyen eszközökön olvassa.

### Lappiacon elfoglalt helye
A piacon lévő hasonló kategóriájú lapoktól természetesen szakmailag nem, kizárólag ideológiailag tér el. A Népszava világnézete szöges ellentétben áll a Magyar Nemzetével, a Népszabadsággal viszont ugyanazon oldal két eltérő pólusát próbálják megszólítani.

### Olvasóbázis
A Népszava a rendszerváltás előtt szakszervezeti újság volt, így hosszú ideig zömében szakmunkás emberek olvasták, majd a rendszerváltás után, a szakszervezetekről kialakított vélemény változásával a lap tulajdonképpen olvasóbázisát vesztette. Viszonyszám alapján a legtöbb olvasót ez a lap vesztette. Az igazi változás azonban főként 1994 után következett be, amikortól az újság erősen liberalizálódott. Az újrafogalmazás után elmondható, hogy az olvasókat ma egy mind jobbra, mind középre zárt, baloldali, érettségizett, egyetemet végzett középréteg alkotja.

### Terjesztés, működés
2003-ban a közel 40 ezer nyomott példányból 27-28 ezer került eladásra. Ebből 17-18 ezret az előfizetők vettek meg, a fennmaradó rész pedig az utcai árusítás során fogyott el. A példányszám csökkenő: 2009 második három hónapjában már csak naponta átlagosan 20 ezer példány kelt el.
Az újságnak hivatalos támogatója nincs, így a Népszava saját bevételeiből tartja fent magát. A lap fenntartására vonatkozó minimális program a stabilizálás, hiszen manapság egy politikai napilap nehezebben jut hirdetéshez. A maximális program viszont a fejlesztés, az oldalszám növelése (jelenleg 16-20 oldal terjedelmű a lap).

### Vidéki mutációk
2009. február 12-én indította el Győrben az akkor még Győri Tükör, majd a - Borkai Zsolt vezette fideszes önkormányzat nyomására - Városi Tükör című hetilapot a Népszava Lapkiadó Kft. A lap 54 ezer példányban jelenik meg a kisalföldi megyeszékhely közigazgatási területén, s hírt ad a város közéleti, kulturális, gazdasági, ifjúsági és sportéletéről is.

### Díjak
Habár többször is pályázott, a lap nem kapott Joseph Pulitzer-emlékdíjat; 2008-ban viszont kiérdemelte a Radnóti Miklós antirasszista díjat. Munkatársaik közül sokak munkáját elismerték, 2007-ben például Andrassew Iván publicistát Táncsics Mihály-díjjal.

### Sajtóperek
Rendszeresen indítanak a lap ellen különböző sajtópereket, ezek között van helyreigazítási; kártérítés megítéléséért folyó polgári; illetve rágalmazás miatt indított büntetőjogi per is. A közelmúltban több kiemelkedő jelentőségű cikk is a bíróság elé került, így például a bős–nagymarosi vízlépcsőrendszer megvalósításával kapcsolatos keretmegállapodás tervezetének nyilvánosságra kerülése a Népszava hasábjain 1998 márciusában. Ezt követően a Miniszterelnöki Hivatal ismeretlen tettes ellen büntetőfeljelentést tett, a főszerkesztő pedig adatvédelmi biztoshoz fordult, kérve, vizsgálja meg, hogy jogszerűen minősítették-e államtitokká a szóban forgó dokumentumot. Mivel a dokumentum nem felelt meg a minősítési eljárás formai követelményeinek, a Népszavát felmentették a vádak alól.

## Fontosabb rovatai 2007-ben
2. oldal: Világ
3–4. oldal: Belföld
5. oldal: Gazdaság
6. oldal. Kultúra
7. oldal: Vélemény
8. oldal: Hír és háttér
16–17. oldal: Mozaik
18–19. oldal: Sport

## Főszerkesztők
- 1877-től: Külföldi Viktor
- 1879–1884: Csorba Géza
- 1897–1898: Somogyi Béla
- 1898–1918. november: Garami Ernő
- 1918-tól: Weltner Jakab
- A Tanácsköztársaság bukása – 1920 február: Somogyi Béla
- 1920–1926: Vanczák János
- –1936: Weltner Jakab
- 1936–1939: Mónus Illés
- 1940–1944. március: Szakasits Árpád
- 1945–1948: Szakasits Árpád
- 1948–1953: Harustyák József
- 1956: Horváth Zoltán
- 1956: Kéthly Anna
- 1959: Várkonyi István
- 1959–1969: Timmer József
- 1969–1980: Siklós János
- 1980–1982: Gedeon Pál
- 1982–1989: Dr. Fodor László
- 1989–1990: Pálfy G. István
- 1990-1994:  Dr. Deák András
- 1994–1996: Kereszty András
- 1996–2001: H. Bíró László
- 2001–2017: Németh Péter
- 2017–2019: Horváth Gábor
- 2019–2021: Nagy György
- 2021: Friss Róbert
- 2021–: Németh Péter[14]

## Korábbi híres munkatársak, publicisták
- Ady Endre
- Bacsó Béla
- Bresztovszky Ernő
- Dankovics László
 (főszerkesztő-helyettes)
- Faludy György
- Faragó László
- Fejtő Ferenc
- Gelléri Andor Endre
- Illyés Gyula
- Jemnitz Sándor
 (1924–1950, zenekritikus)
- József Attila
- Justus Pál
- Kaffka Margit
- Kállai Gyula
- Kassák Lajos
- Kéthly Anna
- Kosztolányi Dezső
- Kunfi Zsigmond
 (1907-től főszerkesztő-helyettes)
- Losonczy Géza
- Nagy Lajos
- Radnóti Miklós
- Révész Mihály
- Révész Sándor
- Seres László
- Szabó Ervin 
(1900-tól a lap állandó munkatársa, 
a Népszava Naptár szerkesztője)
- Száva István 
(felelős szerkesztő)
- Vaád Ferenc 
(1960-tól a kulturális rovat vezetője)
- Zelk Zoltán
- Zsigmond Ede